# Santiago Buitrago
Santiago Buitrago Sánchez (* 26. září 1999) je kolumbijský profesionální silniční cyklista jezdící za UCI WorldTeam Team Bahrain Victorious.

## Kariéra
V říjnu 2020 byl jmenován na startovní listině Vuelty a España 2020. V květnu 2022 byl jmenován na startovní listině Gira d'Italia 2022. Podařilo se mu vyhrát 17. etapu závodu poté, co v závěrečném stoupání dne ujel zbývajícím závodníkům v úniku.

## Hlavní výsledky
2019
Giro della Valle d'Aosta
6. místo celkově
9. místo GP Capodarco
2021
Settimana Ciclistica Italiana
 vítěz vrchařské soutěže
3. místo Circuito de Getxo
Vuelta a Burgos
8. místo celkově
Tour de Hongrie
10. místo celkově
2022
Giro d'Italia
vítěz 17. etapy
Saudi Tour
2. místo celkově
vítěz 2. etapy
Vuelta a Burgos
8. místo celkově
vítěz 1. etapy
Tour of the Alps
8. místo celkově
2023
Giro d'Italia
vítěz 19. etapy
Saudi Tour
3. místo celkově
 vítěz soutěže mladých jezdců
Vuelta a Andalucía
3. místo celkově
3. místo Lutych–Bastogne–Lutych
Tour of the Alps
8. místo celkově
Vuelta a España
10. místo celkově
2024
Volta a la Comunitat Valenciana
2. místo celkově
 vítěz soutěže mladých jezdců
Paříž–Nice
vítěz 4. etapy
5. místo Valonský šíp
Tour de France
10. místo celkově

### Výsledky na Grand Tours
| Grand Tour      | 2020 | 2021 | 2022 | 2023 | 2024 |
| --------------- | ---- | ---- | ---- | ---- | ---- |
| Giro d'Italia   | —    | —    | 12   | 13   | —    |
| Tour de France  | —    | —    | —    | —    | 10   |
| Vuelta a España | 53   | —    | DNF  | 10   |      |

| —   | Nezúčastnil se |
| DNF | Nedokončil     |
| JS  | Jede se        |